# Mars One
Mars One war ein „Medienhype“ einer privaten Stiftung unter niederländischem Recht, die sich ursprünglich zum Ziel gesetzt hatte, im Jahr 2023 Menschen auf dem Mars landen zu lassen und dort eine dauerhaft bewohnbare Siedlung zu errichten. Das Projekt sollte Angaben des niederländischen Unternehmers Bas Lansdorp zufolge als „größtes Medienereignis der Weltgeschichte“ im Rahmen einer Reality-TV-Show (bzw. Mission TV) vermarktet und finanziert werden.
Das Missionskonzept basierte auf der Voraussetzung, dass die teilnehmenden Astronauten nicht zur Erde zurückkehren und somit ihr restliches Leben auf dem Mars verbringen würden. Mars One hatte einige tausend Bewerbungen entgegengenommen und wollte aus den in der Vorauswahl 2015 verbliebenen 100 Bewerbern eine Gruppe von bis zu 40 Astronauten rekrutieren, welche die Grundlage einer Marskolonisation bilden sollten. Der Zeitplan wurde von Bas Lansdorp immer wieder verschoben, zuletzt im Dezember 2016 auf unbestimmte Zeit. Im Jahr 2021 schrieb die Organisation, dass die Versuche, zusätzliche Mittel einzuwerben, erfolglos geblieben seien.

## Finanzierung
Benötigt würden nach Lansdorps Schätzung sechs Milliarden US-Dollar bis zur ersten bemannten Landung. Bereits im Februar 2015 zog sich allerdings der Fernsehkonzern Endemol aus dem Projekt zurück. Die geschäftlichen Aktivitäten beschränkten sich danach offenbar auf den Verkauf von Fanartikeln. Bewerber für das Projekt sprachen von Betrug und „Abzocke“: Das Auswahlverfahren sei nicht seriös gewesen, die finale Auswahl der Vierer-Teams stehe immer noch aus, die Kandidaten hätten begriffen, dass Mars One fast keine Mittel mehr habe.
Im Frühjahr 2017 fielen die Aktien der Gesellschaft sehr stark, worauf mit Wirkung vom 27. März 2017 der Handel mit der Begründung, dass derzeit „der ordnungsgemäße Börsenhandel nicht gewährleistet“ sei, bis auf weiteres ausgesetzt wurde. Ergänzend wies die Börse Frankfurt darauf hin, dass mit Wirkung zum 5. Juli 2017 die Handelbarkeit auf Xetra ebenfalls eingestellt wurde. Die BaFin setzte mit Bescheid vom 23. Oktober 2017 gegen die Mars One Ventures AG Zwangsgelder in Höhe von 230.000 Euro fest. Diese Maßnahme war bereits mit Bescheid vom 7. August 2017 angedroht worden, mit dem die Mars One Ventures AG – erfolglos – zur Erfüllung der Finanzberichterstattungspflichten aufgefordert wurde. Am 1. März 2018 wurden erneut Zwangsgelder in Höhe von 172.500 Euro angedroht und am 24. Mai 2018 festgesetzt. Das Unternehmen legte am 26. Juni 2018 gegen den Zwangsgeldfestsetzungsbescheid Widerspruch ein.
Mit Entscheid vom 15. Januar 2019 eröffnete das Zivilgericht Basel-Stadt über die Schweizer Gesellschaft mit Wirkung ab dem 15. Januar 2019, 15:37 Uhr, den Konkurs, womit sie aufgelöst ist.

## Wissenschaftliche Einschätzung des Vorhabens
Experten des Massachusetts Institute of Technology zufolge stünden einem erfolgreichen Ablauf der Mission, vorausgesetzt, die Mittel wären vorhanden, mehrere schwerwiegende Probleme entgegen. Es gab keine seriöse Informationen, nach denen die von Bas Lansdorp geplante Mars-One-Mission sei, auch nicht in dem von ihm immer wieder erweiterten Zeitraum. Das Projekt ließe sich eher in Hollywood als in Cape Canaveral verwirklichen, so die niederländische Presse am 3. Mai 2017.

## Berater und Botschafter
Mars One berief sich auf seiner Webseite zeitweise auf dutzende „Advisers“ („Berater“) und „Ambassadors“ („Botschafter“).

## Reaktionen
Der ehemalige Wissenschaftsastronaut Ulrich Walter beurteilte Mars One bereits am 17. August 2012 negativ: „Man muss sich nur einmal vorstellen, dass Menschen dort oben vor laufender Kamera sterben, und wir schauen ganz gemütlich zu.“ Im gleichen Zeitungsartikel äußerte der katholische Theologe Dieter Hattrup, er hätte keine moralischen Einwände unter der Bedingung, dass eine realistische Überlebenschance bestünde: „Andernfalls hätte auch Kolumbus nie über den Atlantik segeln und die amerikanischen Siedler nie nach Westen ziehen dürfen.“
Die geplante Mission, insbesondere die psychischen Auswirkungen auf die Besatzung des Raumschiffes, sind Gegenstand der literarischen Erzählung "Reise ohne Wiederkehr" des Autors Birk Engmann.